# Campionati europei di atletica leggera 2018 - 100 metri ostacoli
I 100 metri ostacoli femminili ai campionati europei di atletica leggera 2018 si sono svolti l'8 e il 9 agosto 2018.

## Podio
| Oro     | Ėl'vira Herman Bielorussia |
| Argento | Pamela Dutkiewicz Germania |
| Bronzo  | Cindy Roleder Germania     |

## Record
Prima di questa competizione, il record del mondo (RM), il record europeo (EU) ed il record dei campionati (RC) erano i seguenti:
| Record                | Prestazione | Atleta                      | Data                                  | Competizione |
| --------------------- | ----------- | --------------------------- | ------------------------------------- | ------------ |
| Record mondiale       | 12"20       | Kendra Harrison Stati Uniti | 22 luglio 2016 Londra, Regno Unito    |              |
| Record europeo        | 12"21       | Jordanka Donkova Bulgaria   | 20 agosto 1988 Stara Zagora, Bulgaria |              |
| Record dei campionati | 12"38       | Jordanka Donkova Bulgaria   | 29 agosto 1986 Stoccarda, Germania    | Europei 1986 |

## Risultati

### Batterie
Le batterie si sono svolte l'8 agosto 2018 alle 10:10.
Passano alle semifinali le prime tre atlete di ogni batteria (Q) e le due atlete con i migliori tempi tra le escluse (q).
| Pos. | Batteria | Corsia | Nome                   | Nazionalità | Tempo | Note |
| ---- | -------- | ------ | ---------------------- | ----------- | ----- | ---- |
| 1    | 2        | 7      | Solène Ndama           | Francia     | 12"88 | Q    |
| 2    | 3        | 3      | Karolina Kołeczek      | Polonia     | 12"96 | Q    |
| 3    | 1        | 5      | Ricarda Lobe           | Germania    | 13"03 | Q    |
| 4    | 3        | 5      | Beate Schrott          | Austria     | 13"06 | Q    |
| 5    | 2        | 4      | Elisavet Pesiridou     | Grecia      | 13"10 | Q    |
| 6    | 3        | 6      | Laura Valette          | Francia     | 13"16 | Q    |
| 7    | 3        | 7      | Anamaria Nesteriuc     | Romania     | 13"16 | q    |
| 8    | 1        | 3      | Caridad Jerez          | Spagna      | 13"19 | Q    |
| 9    | 1        | 6      | Reetta Hurske          | Finlandia   | 13"21 | Q    |
| 10   | 1        | 7      | Luminosa Bogliolo      | Italia      | 13"21 | q    |
| 11   | 3        | 8      | Franziska Hofmann      | Germania    | 13"23 |      |
| 12   | 2        | 6      | Greta Kerekes          | Ungheria    | 13"23 | Q    |
| 13   | 1        | 8      | Ivana Loncarek         | Croazia     | 13"23 |      |
| 14   | 1        | 4      | Hanna Plotizyna        | Ucraina     | 13"23 |      |
| 15   | 2        | 2      | Annimari Korte         | Finlandia   | 13"31 |      |
| 16   | 2        | 5      | Elisa Maria Di Lazzaro | Italia      | 13"42 |      |
| 17   | 2        | 8      | Elin Westerlund        | Svezia      | 13"42 |      |
| 18   | 2        | 3      | Natalia Christofi      | Cipro       | 13"53 |      |
| 19   | 3        | 4      | Klaudia Sorok          | Ungheria    | 13"93 |      |

### Semifinale
Le semifinali si sono svolte il 9 agosto 2018 alle 19:25.
Oltre alle atlete qualificatisi nel primo turno, hanno avuto accesso direttamente alle semifinali le tredici atlete che avevano il miglior ranking europeo prima della manifestazione. Questi atlete sono: Alina Talay, Ėl'vira Herman, Pamela Dutkiewicz, Nadine Visser, Eline Berings, Isabelle Pedersen, Cindy Roleder, Luca Kozák, Nooralotta Neziri, Eefje Boons, Andrea Ivančević, Klaudia Siciarz e Stephanie Bendrat.
Passano alla finale le prime due atlete di ogni batteria (Q) e le due atlete con i migliori tempi tra le escluse (q).
| Pos. | Semifinale | Corsia | Nome               | Nazionalità | Tempo | Note                                     |
| ---- | ---------- | ------ | ------------------ | ----------- | ----- | ---------------------------------------- |
| 1    | 3          | 4      | Pamela Dutkiewicz  | Germania    | 12"71 | Q                                        |
| 2    | 2          | 4      | Ėl'vira Herman     | Bielorussia | 12"76 | Q                                        |
| 3    | 2          | 6      | Solène Ndama       | Francia     | 12"77 | Q                                        |
| 4    | 1          | 3      | Cindy Roleder      | Germania    | 12"83 | Q                                        |
| 5    | 3          | 5      | Nadine Visser      | Paesi Bassi | 12"84 | Q                                        |
| 6    | 2          | 7      | Ricarda Lobe       | Germania    | 12"90 | q                                        |
| 7    | 3          | 8      | Karolina Kołeczek  | Polonia     | 12"94 | q                                        |
| 8    | 3          | 3      | Nooralotte Neziri  | Finlandia   | 12"94 |                                          |
| 9    | 2          | 5      | Eline Berings      | Belgio      | 12"94 |                                          |
| 10   | 2          | 3      | Eefje Boons        | Paesi Bassi | 12"94 |                                          |
| 11   | 1          | 4      | Alina Talaj        | Bielorussia | 12"96 | Q                                        |
| 12   | 3          | 6      | Luca Kozák         | Ungheria    | 12"96 |                                          |
| 13   | 1          | 2      | Elisavet Pesiridou | Grecia      | 13"00 | Miglior prestazione personale stagionale |
| 14   | 1          | 5      | Isabelle Pedersen  | Norvegia    | 13"04 |                                          |
| 15   | 1          | 8      | Luminosa Bogliolo  | Italia      | 13"09 |                                          |
| 16   | 2          | 8      | Klaudia Siciarz    | Polonia     | 13"12 |                                          |
| 17   | 1          | 6      | Andrea Ivančević   | Croazia     | 13"13 |                                          |
| 18   | 2          | 1      | Reetta Hurske      | Finlandia   | 13"20 |                                          |
| 19   | 3          | 2      | Laura Valette      | Francia     | 13"22 |                                          |
| 20   | 1          | 7      | Gréta Kerekes      | Ungheria    | 13"23 |                                          |
| 21   | 2          | 2      | Beate Schrott      | Austria     | 13"23 |                                          |
| 22   | 3          | 1      | Anamaria Nesteriuc | Romania     | 13"26 |                                          |
| 23   | 3          | 7      | Stephanie Bendrat  | Austria     | 13"43 |                                          |
| 24   | 1          | 1      | Caridad Jerez      | Spagna      | 15"34 |                                          |

### Finale
La finale si è svolta il 9 agosto 2018 alle 21:50.
| Pos. | Corsia | Nome              | Nazionalità | Tempo | Note                          |
| ---- | ------ | ----------------- | ----------- | ----- | ----------------------------- |
|      | 3      | Ėl'vira Herman    | Bielorussia | 12"67 |                               |
|      | 6      | Pamela Dutkiewicz | Germania    | 12"72 |                               |
|      | 5      | Cindy Roleder     | Germania    | 12"77 | Miglior prestazione personale |
| 4    | 8      | Nadine Visser     | Paesi Bassi | 12"88 |                               |
| 5    | 1      | Ricarda Lobe      | Germania    | 13"00 |                               |
| 6    | 2      | Karolina Kołeczek | Polonia     | 13"11 |                               |
|      | 4      | Solène Ndama      | Francia     | dq    |                               |
|      | 7      | Alina Talaj       | Bielorussia | dq    |                               |